# 日本映画の歴代興行収入一覧
日本映画の歴代興行収入一覧（にほんえいがのれきだいこうぎょうしゅうにゅういちらん）は、配給収入または興行収入をもとにした、日本映画（邦画）の指標である。この項では洋画に関する記録を取り扱っていないことに注意されたい。日本では1999年まで配給収入が用いられてきたが、2000年から興行収入の発表に切り替わった。

## 興行成績ランキング
背景が緑色になっている作品は、現在上映中の作品である。

### 日本
日本で公開された興行収入上位100作品の日本映画を上位順に掲載する。
2025年8月17日時点
| 順位 | タイトル                                                                      | 興行収入 （億円） | 配給                | 種類   | 公開年 | 備考                 |
| ---- | ----------------------------------------------------------------------------- | ----------------- | ------------------- | ------ | ------ | -------------------- |
| 1    | 劇場版「鬼滅の刃」無限列車編                                                  | 407.5             | 東宝/アニプレックス | アニメ | 2020年 |                      |
| 2    | 千と千尋の神隠し                                                              | 316.8             | 東宝                | アニメ | 2001年 |                      |
| 3    | 劇場版「鬼滅の刃」無限城編 第一章 猗窩座再来                                  | 257.8             | 東宝/アニプレックス | アニメ | 2025年 |                      |
| 4    | 君の名は。                                                                    | 251.7             | 東宝                | アニメ | 2016年 |                      |
| 5    | ONE PIECE FILM RED                                                            | 203.4             | 東映                | アニメ | 2022年 |                      |
| 6    | もののけ姫                                                                    | 201.8             | 東宝                | アニメ | 1997年 | 配給収入は117.6億円  |
| 7    | ハウルの動く城                                                                | 196.0             | 東宝                | アニメ | 2004年 |                      |
| 8    | 踊る大捜査線 THE MOVIE 2 レインボーブリッジを封鎖せよ!                        | 173.5             | 東宝                | 実写   | 2003年 |                      |
| 9    | THE FIRST SLAM DUNK                                                           | 164.8             | 東映                | アニメ | 2022年 |                      |
| 10   | 名探偵コナン 100万ドルの五稜星                                                | 158.0             | 東宝                | アニメ | 2024年 |                      |
| 11   | 崖の上のポニョ                                                                | 155.0             | 東宝                | アニメ | 2008年 |                      |
| 12   | すずめの戸締まり                                                              | 149.4             | 東宝                | アニメ | 2022年 |                      |
| 13   | 名探偵コナン 隻眼の残像                                                       | 146.6             | 東宝                | アニメ | 2025年 |                      |
| 14   | 天気の子                                                                      | 142.3             | 東宝                | アニメ | 2019年 |                      |
| 15   | 名探偵コナン 黒鉄の魚影                                                       | 138.8             | 東宝                | アニメ | 2023年 |                      |
| 16   | 劇場版 呪術廻戦 0                                                             | 138.0             | 東宝                | アニメ | 2021年 |                      |
| 17   | 風立ちぬ                                                                      | 120.2             | 東宝                | アニメ | 2013年 |                      |
| 18   | 劇場版ハイキュー!! ゴミ捨て場の決戦                                           | 116.4             | 東宝                | アニメ | 2024年 |                      |
| 19   | 南極物語                                                                      | 110.0             | ヘラルド            | 実写   | 1983年 | 配給収入は59億円     |
| 20   | 国宝                                                                          | 105.4             | 東宝                | 実写   | 2025年 |                      |
| 21   | シン・エヴァンゲリオン劇場版𝄇                                                 | 102.8             | 東宝/東映/カラー    | アニメ | 2021年 |                      |
| 22   | 踊る大捜査線 THE MOVIE                                                        | 101.0             | 東宝                | 実写   | 1998年 | 配給収入は53億円     |
| 23   | 子猫物語                                                                      | 98.0              | 東宝                | 実写   | 1986年 | 配給収入は54億円     |
| 24   | 名探偵コナン ハロウィンの花嫁                                                 | 97.8              | 東宝                | アニメ | 2022年 |                      |
| 25   | 君たちはどう生きるか                                                          | 94.0              | 東宝                | アニメ | 2023年 |                      |
| 26   | 名探偵コナン 紺青の拳                                                         | 93.7              | 東宝                | アニメ | 2019年 |                      |
| 27   | 劇場版 コード・ブルー -ドクターヘリ緊急救命-                                  | 93.0              | 東宝                | 実写   | 2018年 |                      |
| 28   | 借りぐらしのアリエッティ                                                      | 92.6              | 東宝                | アニメ | 2010年 |                      |
| 29   | 天と地と                                                                      | 92.0              | 東映                | 実写   | 1990年 | 配給収入は50.5億円   |
| 30   | 名探偵コナン ゼロの執行人                                                     | 91.8              | 東宝                | アニメ | 2018年 |                      |
| 31   | 永遠の0                                                                       | 87.6              | 東宝                | 実写   | 2013年 |                      |
| 32   | ROOKIES -卒業-                                                                | 85.5              | 東宝                | 実写   | 2009年 |                      |
| 33   | 世界の中心で、愛をさけぶ                                                      | 85.0              | 東宝                | 実写   | 2004年 |                      |
| 34   | STAND BY ME ドラえもん                                                        | 83.8              | 東宝                | アニメ | 2014年 |                      |
| 35   | シン・ゴジラ                                                                  | 82.5              | 東宝                | 実写   | 2016年 |                      |
| 36   | 敦煌                                                                          | 82.0              | 東宝                | 実写   | 1988年 | 配給収入は45億円     |
| 37   | HERO                                                                          | 81.5              | 東宝                | 実写   | 2007年 |                      |
| 38   | THE LAST MESSAGE 海猿                                                         | 80.4              | 東宝                | 実写   | 2010年 |                      |
| 39   | キングダム 大将軍の帰還                                                       | 80.3              | 東宝/ソニー         | 実写   | 2024年 |                      |
| 40   | ゲド戦記                                                                      | 78.4              | 東宝                | アニメ | 2006年 |                      |
| 41   | 映画 妖怪ウォッチ 誕生の秘密だニャン!                                         | 78.0              | 東宝                | アニメ | 2014年 |                      |
| 42   | 花より男子ファイナル                                                          | 77.5              | 東宝                | 実写   | 2008年 |                      |
| 43   | 名探偵コナン 緋色の弾丸                                                       | 76.5              | 東宝                | アニメ | 2021年 |                      |
| 43   | ゴジラ-1.0                                                                    | 76.5              | 東宝                | 実写   | 2023年 | マイナスカラーを含む |
| 45   | BRAVE HEARTS 海猿                                                             | 73.3              | 東宝                | 実写   | 2012年 |                      |
| 46   | 踊る大捜査線 THE MOVIE3 ヤツらを解放せよ!                                     | 73.1              | 東宝                | 実写   | 2010年 |                      |
| 47   | 劇場版ポケットモンスター ミュウツーの逆襲                                     | 72.4              | 東宝                | アニメ | 1998年 | 配給収入は41.5億円   |
| 48   | LIMIT OF LOVE 海猿                                                            | 71.0              | 東宝                | 実写   | 2006年 |                      |
| 49   | 名探偵コナン から紅の恋歌                                                     | 68.9              | 東宝                | アニメ | 2017年 |                      |
| 50   | ONE PIECE FILM Z                                                              | 68.7              | 東映                | アニメ | 2012年 |                      |
| 51   | 竜とそばかすの姫                                                              | 66.0              | 東宝                | アニメ | 2021年 |                      |
| 52   | 猫の恩返し / ギブリーズ episode2                                              | 64.8              | 東宝                | アニメ | 2002年 |                      |
| 52   | おくりびと                                                                    | 64.8              | 松竹                | 実写   | 2008年 |                      |
| 54   | 劇場版ポケットモンスター 幻のポケモン ルギア爆誕                              | 64.0              | 東宝                | アニメ | 1999年 | 配給収入は35億円     |
| 55   | はたらく細胞                                                                  | 63.4              | ワーナー            | 実写   | 2024年 |                      |
| 56   | 名探偵コナン 純黒の悪夢                                                       | 63.3              | 東宝                | アニメ | 2016年 |                      |
| 57   | 劇場版 SPY×FAMILY CODE: White                                                 | 63.2              | 東宝                | アニメ | 2023年 |                      |
| 58   | THE 有頂天ホテル                                                              | 60.8              | 東宝                | 実写   | 2006年 |                      |
| 59   | テルマエ・ロマエ                                                              | 59.8              | 東宝                | 実写   | 2012年 |                      |
| 60   | 踊る大捜査線 THE FINAL 新たなる希望                                           | 59.7              | 東宝                | 実写   | 2012年 |                      |
| 61   | ラストマイル                                                                  | 59.6              | 東宝                | 実写   | 2024年 |                      |
| 62   | バケモノの子                                                                  | 58.5              | 東宝                | アニメ | 2015年 |                      |
| 63   | キングダム                                                                    | 57.3              | 東宝/ソニー         | 実写   | 2019年 |                      |
| 64   | キングダム 運命の炎                                                           | 56.0              | 東宝/ソニー         | 実写   | 2023年 |                      |
| 65   | ONE PIECE STAMPEDE                                                            | 55.5              | 東映                | アニメ | 2019年 |                      |
| 66   | 映画 妖怪ウォッチ エンマ大王と5つの物語だニャン!                              | 55.3              | 東宝                | アニメ | 2015年 |                      |
| 67   | ビルマの竪琴                                                                  | 54.0              | 東宝                | 実写   | 1985年 | 配給収入は29.5億円   |
| 67   | 紅の豚                                                                        | 54.0              | 東宝                | アニメ | 1992年 | 配給収入は28億円     |
| 69   | 機動戦士ガンダムSEED FREEDOM                                                  | 53.8              | バンダイナムコ/松竹 | アニメ | 2024年 |                      |
| 70   | ドラえもん のび太の宝島                                                       | 53.7              | 東宝                | アニメ | 2018年 |                      |
| 70   | 今日から俺は!!劇場版                                                          | 53.7              | 東宝                | 実写   | 2020年 |                      |
| 72   | 日本沈没                                                                      | 53.4              | 東宝                | 実写   | 2006年 |                      |
| 73   | ヱヴァンゲリヲン新劇場版:Q                                                    | 53.0              | ティ・ジョイ/カラー | アニメ | 2012年 |                      |
| 74   | るろうに剣心 京都大火編                                                       | 52.5              | ワーナー            | 実写   | 2014年 |                      |
| 75   | デスノート the Last name                                                      | 52.0              | ワーナー            | 実写   | 2006年 |                      |
| 76   | ONE PIECE FILM GOLD                                                           | 51.8              | 東映                | アニメ | 2016年 |                      |
| 77   | キングダム2 遥かなる大地へ                                                    | 51.6              | 東宝/ソニー         | 実写   | 2022年 |                      |
| 78   | 探偵物語 / 時をかける少女                                                     | 51.0              | 東映                | 実写   | 1983年 | 配給収入は28億円     |
| 79   | 男たちの大和/YAMATO                                                           | 50.9              | 東映                | 実写   | 2005年 |                      |
| 80   | 変な家                                                                        | 50.7              | 東宝                | 実写   | 2024年 |                      |
| 81   | ARASHI Anniversary Tour 5×20 FILM “Record of Memories”                        | 50.6              | 松竹                | 実写   | 2021年 | [ 注 3 ]             |
| 82   | 劇場版ポケットモンスター ダイヤモンド&パール ディアルガVSパルキアVSダークライ | 50.2              | 東宝                | アニメ | 2007年 |                      |
| 82   | ドラえもん のび太の月面探査記                                                 | 50.2              | 東宝                | アニメ | 2019年 |                      |
| 84   | 容疑者Xの献身                                                                 | 49.2              | 東宝                | 実写   | 2008年 |                      |
| 85   | 劇場版ポケットモンスター 結晶塔の帝王 ENTEI                                   | 48.5              | 東宝                | アニメ | 2000年 |                      |
| 86   | いま、会いにゆきます                                                          | 48.0              | 東宝                | 実写   | 2004年 |                      |
| 86   | 劇場版ポケットモンスター ダイヤモンド&パール ギラティナと氷空の花束 シェイミ  | 48.0              | 東宝                | アニメ | 2008年 |                      |
| 86   | ONE PIECE FILM STRONG WORLD                                                   | 48.0              | 東映                | アニメ | 2009年 |                      |
| 86   | ミステリと言う勿れ                                                            | 48.0              | 東宝                | 実写   | 2023年 |                      |
| 90   | セーラー服と機関銃                                                            | 47.0              | 東映                | 実写   | 1981年 | 配給収入は23億円     |
| 91   | 劇場版ポケットモンスター ダイヤモンド&パール アルセウス 超克の時空へ          | 46.7              | 東宝                | アニメ | 2009年 |                      |
| 91   | HERO                                                                          | 46.7              | 東宝                | 実写   | 2015年 |                      |
| 93   | マスカレード・ホテル                                                          | 46.4              | 東宝                | 実写   | 2019年 |                      |
| 94   | 信長協奏曲                                                                    | 46.1              | 東宝                | 実写   | 2016年 |                      |
| 95   | 影武者                                                                        | 45.9              | 東宝                | 実写   | 1980年 | 配給収入は27億円     |
| 96   | 映画ドラえもん のび太の絵世界物語                                             | 45.7              | 東宝                | アニメ | 2025年 |                      |
| 97   | ALWAYS 続・三丁目の夕日                                                       | 45.6              | 東宝                | 実写   | 2007年 |                      |
| 98   | 万引き家族                                                                    | 45.5              | ギャガ              | 実写   | 2018年 |                      |
| 99   | あの花が咲く丘で、君とまた出会えたら。                                        | 45.4              | 松竹                | 実写   | 2023年 |                      |
| 100  | 劇場版TOKYO MER 走る緊急救命室                                                | 45.3              | 東宝                | 実写   | 2023年 |                      |

### アメリカ合衆国
アメリカ合衆国で公開された日本映画の興行収入上位10作品
。
2025年8月18日更新。
| 順位 | 作品                                        | 配給会社                                        | 公開年 | 興行収入 （単位：万ドル） |
| ---- | ------------------------------------------- | ----------------------------------------------- | ------ | ------------------------- |
| 1    | ポケットモンスター ミュウツーの逆襲         | ワーナー                                        | 1999年 | $8574                     |
| 2    | ゴジラ-1.0                                  | 国際東宝                                        | 2023年 | $5714                     |
| 3    | 劇場版「鬼滅の刃」無限列車編                | アニプレックス・オブ・アメリカ/ファニメーション | 2021年 | $4989                     |
| 4    | 君たちはどう生きるか                        | GKIDS                                           | 2023年 | $4683                     |
| 5    | ポケットモンスター 幻のポケモン ルギア爆誕  | ワーナー                                        | 2000年 | $4376                     |
| 6    | ドラゴンボール超 スーパーヒーロー           | クランチロール                                  | 2022年 | $3811                     |
| 7    | 劇場版 呪術廻戦 0                           | クランチロール                                  | 2022年 | $3454                     |
| 8    | ドラゴンボール超 ブロリー                   | ファニメーション                                | 2019年 | $3071                     |
| 9    | 遊☆戯☆王デュエルモンスターズ 光のピラミッド | ワーナー                                        | 2004年 | $1989                     |
| 10   | 借りぐらしのアリエッティ                    | ブエナビスタ                                    | 2012年 | $1959                     |

| 順位 | 作品                  | 公開年 | 興行収入 （単位：万ドル） |
| ---- | --------------------- | ------ | ------------------------- |
| 1    | ゴジラ-1.0            | 2023年 | $5714                     |
| 2    | 子猫物語              | 1989年 | $1329                     |
| 3    | ゴジラ2000 ミレニアム | 2000年 | $1003                     |
| 4    | Shall we ダンス?      | 1996年 | $949                      |
| 5    | シン・ゴジラ          | 2016年 | $439                      |
| 6    | 影武者                | 1980年 | $400                      |
| 7    | 万引き家族            | 2018年 | $331                      |
| 8    | ドライブ・マイ・カー  | 2021年 | $234                      |
| 9    | 夢                    | 1990年 | $196                      |
| 10   | おくりびと            | 2009年 | $149                      |

| 順位 | 作品                                          | 公開年 | 興行収入 （単位：万ドル） |
| ---- | --------------------------------------------- | ------ | ------------------------- |
| 1    | ザ・スーパーマリオブラザーズ・ムービー        | 2023年 | $57493                    |
| 2    | ソニック×シャドウ TOKYO MISSION               | 2024年 | $23611                    |
| 3    | ソニック・ザ・ムービー/ソニック VS ナックルズ | 2022年 | $19087                    |
| 4    | ソニック・ザ・ムービー                        | 2020年 | $14897                    |
| 5    | 名探偵ピカチュウ                              | 2019年 | $14417                    |
| 6    | THE JUON/呪怨                                 | 2004年 | $11036                    |
| 7    | ブレット・トレイン                            | 2022年 | $10337                    |
| 8    | ゴースト・イン・ザ・シェル                    | 2017年 | $4056                     |
| 9    | ファイナルファンタジー                        | 2001年 | $3213                     |

### 韓国
韓国で公開された日本映画の興行収入上位10作品。ただし、韓国では観客動員数を基準に順位をつける。
2025年8月18日更新。
| 順位 | 作品                           | 配給会社                                 | 公開年 | 興行収入 （億ウォン） | 興行収入 （万ドル） | 観客動員数 （再上映含む） |
| ---- | ------------------------------ | ---------------------------------------- | ------ | --------------------- | ------------------- | ------------------------- |
| 1    | すずめの戸締まり               | メディアキャッスル                       | 2023年 | ₩571.8                | $4111               | 558万人                   |
| 2    | THE FIRST SLAM DUNK            | ネクスト・エンターテインメント・ワールド | 2023年 | ₩513.1                | $3694               | 490万人                   |
| 3    | 君の名は。                     | メディアキャッスル                       | 2017年 | ₩319.9                | $2318               | 393万人                   |
| 4    | ハウルの動く城                 | テウォンメディア                         | 2004年 | ₩164.9                | $1383               | 261万人                   |
| 5    | 劇場版「鬼滅の刃」無限列車編   | メガボックス                             | 2021年 | ₩213.5                | $1563               | 222万人                   |
| 6    | 千と千尋の神隠し               | ブエナビスタコリア                       | 2002年 | ₩150.1                | $1332               | 216万人                   |
| 7    | 君たちはどう生きるか           | メガボックス                             | 2023年 | ₩196.1                | $1460               | 201万人                   |
| 8    | 崖の上のポニョ                 | ショーボックス                           | 2008年 | ₩95.2                 | $799                | 152万人                   |
| 9    | Love Letter                    | フジテレビ                               | 1999年 |                       |                     | 145万人                   |
| 10   | 今夜、世界からこの恋が消えても | メディアキャッスル                       | 2022年 | ₩122.7                | $831                | 122万人                   |

### 中国
中国で公開された日本映画の興行収入上位10作品。2025年8月18日更新。
| 順位 | 作品                           | 公開年 | 興行収入 （万元） | 興行収入 （万ドル） | 観客動員数 | 備考         |
| ---- | ------------------------------ | ------ | ----------------- | ------------------- | ---------- | ------------ |
| 1    | すずめの戸締まり               | 2023年 | ¥80824            | $11399              | 2433万人   | 再上映を含む |
| 2    | 君たちはどう生きるか           | 2024年 | ¥79170            | $10888              | 2035万人   | [ 注 11 ]    |
| 3    | 君の名は。                     | 2016年 | ¥71497            | $9955               | 2435万人   | 再上映を含む |
| 4    | THE FIRST SLAM DUNK            | 2023年 | ¥66367            | $9322               | 1828万人   | 再上映を含む |
| 5    | STAND BY ME ドラえもん         | 2015年 | ¥53032            | $8692               | 1529万人   |              |
| 6    | 千と千尋の神隠し               | 2019年 | ¥48832            | $6901               | 1555万人   |              |
| 7    | 名探偵コナン 隻眼の残像        | 2025年 | ¥39670            | $5523               | 1042万人   |              |
| 8    | 劇場版 SPY×FAMILY CODE: White  | 2024年 | ¥29368            | $4137               | 756万人    |              |
| 9    | 天気の子                       | 2019年 | ¥28849            | $4085               | 922万人    |              |
| 10   | 名探偵コナン 100万ドルの五稜星 | 2024年 | ¥28677            | $3965               | 757万人    |              |

| 順位 | 作品                                    | 公開年 | 興行収入 （万元） | 興行収入 （万ドル） | 観客動員数 | 備考                   |
| ---- | --------------------------------------- | ------ | ----------------- | ------------------- | ---------- | ---------------------- |
| 1    | 万引き家族                              | 2018年 | ¥9674             | $1409               | 288万人    |                        |
| 2    | 花束みたいな恋をした                    | 2022年 | ¥9606             | $1505               | 280万人    |                        |
| 3    | Love Letter                             | 1999年 | ¥9024             | $1257               | 256万人    | 再上映のデータのみ反映 |
| 4    | 銀魂                                    | 2017年 | ¥8135             | $1222               | 265万人    |                        |
| 5    | 祈りの幕が下りる時                      | 2019年 | ¥6770             | $1001               | 209万人    |                        |
| 6    | おくりびと                              | 2021年 | ¥6622             | $1036               | 203万人    |                        |
| 7    | DESTINY 鎌倉ものがたり                  | 2018年 | ¥4851             | $700                | 151万人    |                        |
| 8    | 寄生獣                                  | 2016年 | ¥4834             | $724                | 177万人    |                        |
| 9    | ビリギャル                              | 2016年 | ¥3757             | $579                | 133万人    |                        |
| 10   | 大怪獣バトル ウルトラ銀河伝説 THE MOVIE | 2011年 | ¥2901             | $461                | 99万人     |                        |

| 順位 | 作品                               | 公開年 | 興行収入（万元） | 興行収入（万ドル） |
| ---- | ---------------------------------- | ------ | ---------------- | ------------------ |
| 1    | 唐人街探偵 東京MISSION             | 2021年 | ¥452234          | $68497             |
| 2    | 空海-KU-KAI- 美しき王妃の謎        | 2017年 | ¥53003           | $8408              |
| 3    | 容疑者Xの献身 中国版               | 2017年 | ¥40203           | $5847              |
| 4    | 101回目のプロポーズ                | 2013年 | ¥20001           | $3126              |
| 5    | PROMISE                            | 2005年 | ¥17500           | $2700              |
| 6    | マンハント                         | 2017年 | ¥10598           | $1611              |
| 7    | チィファの手紙                     | 2018年 | ¥8022            | $1160              |
| 8    | しまじろうとうるるのヒーローランド | 2019年 | ¥2408            | $364               |
| 9    | しまじろうとそらとぶふね           | 2021年 | ¥1323            | $201               |
| 10   | Silence of smoke（滝田洋二郎）     | 2023年 | ¥416             | $62                |

### 全世界興行収入
全世界興行収入1億ドル以上の日本映画の一覧。非英語映画の興行成績上位映画一覧も参照。
| 順位 | タイトル                                               | 興行収入 （単位：万ドル） | 備考                          |
| ---- | ------------------------------------------------------ | ------------------------- | ----------------------------- |
| 1    | 劇場版「鬼滅の刃」無限列車編                           | $50647                    | [ 注 15 ]                     |
| 2    | 千と千尋の神隠し                                       | $39558                    |                               |
| 3    | 君の名は。                                             | $36141                    | [ 注 16 ]                     |
| 4    | すずめの戸締まり                                       | $31363                    |                               |
| 5    | 君たちはどう生きるか                                   | $28798                    | [ 注 17 ]                     |
| 6    | THE FIRST SLAM DUNK                                    | $28109                    |                               |
| 7    | ハウルの動く城                                         | $26548                    | [ 注 18 ] [ 注 19 ] [ 注 20 ] |
| 8    | ONE PIECE FILM RED                                     | $24637                    |                               |
| 9    | 崖の上のポニョ                                         | $20649                    |                               |
| 10   | 天気の子                                               | $19818                    | [ 注 21 ]                     |
| 11   | もののけ姫                                             | $19420                    | [ 注 22 ] [ 注 23 ] [ 注 24 ] |
| 12   | STAND BY ME ドラえもん                                 | $18618                    | [ 注 25 ]                     |
| 13   | 劇場版 呪術廻戦 0                                      | $17412                    |                               |
| 14   | 劇場版「鬼滅の刃」無限城編 第一章 猗窩座再来           | $17369                    | [ 注 26 ]                     |
| 15   | 名探偵コナン 隻眼の残像                                | $17116                    | [ 注 27 ] [ 注 28 ] [ 注 29 ] |
| 16   | 劇場版ポケットモンスター ミュウツーの逆襲              | $16364                    |                               |
| 17   | 踊る大捜査線 THE MOVIE 2 レインボーブリッジを封鎖せよ! | $15513                    |                               |
| 18   | 名探偵コナン 100万ドルの五稜星                         | $15444                    | [ 注 30 ] [ 注 31 ] [ 注 32 ] |
| 19   | 借りぐらしのアリエッティ                               | $14968                    |                               |
| 20   | 風立ちぬ                                               | $13709                    |                               |
| 21   | 名探偵コナン 黒鉄の魚影                                | $13516                    | [ 注 33 ] [ 注 34 ] [ 注 35 ] |
| 22   | 劇場版ポケットモンスター 幻のポケモン ルギア爆誕       | $13394                    |                               |
| 23   | 劇場版ハイキュー!! ゴミ捨て場の決戦                    | $12646                    | [ 注 36 ] [ 注 37 ] [ 注 38 ] |
| 24   | 名探偵コナン 紺青の拳                                  | $11905                    | [ 注 39 ]                     |
| 25   | ゴジラ-1.0                                             | $11691                    | [ 注 40 ] [ 注 41 ] [ 注 42 ] |
| 26   | ドラゴンボール超 ブロリー                              | $11660                    | [ 注 43 ]                     |
| 27   | 踊る大捜査線 THE MOVIE                                 | $11500                    |                               |
| 28   | 名探偵コナン ハロウィンの花嫁                          | $10638                    | [ 注 44 ] [ 注 45 ] [ 注 46 ] |
| 29   | 名探偵コナン 緋色の弾丸                                | $10487                    | [ 注 47 ]                     |
| 30   | 名探偵コナン ゼロの執行人                              | $10486                    | [ 注 48 ]                     |
| 31   | 劇場版 SPY×FAMILY CODE: White                          | $10482                    | [ 注 49 ] [ 注 50 ] [ 注 51 ] |
| 32   | 子猫物語                                               | $10412                    |                               |
| 33   | 南極物語                                               | $10100                    |                               |

| 順位 | タイトル                                      | 興行収入 （単位：万ドル） |
| ---- | --------------------------------------------- | ------------------------- |
| 1    | ザ・スーパーマリオブラザーズ・ムービー        | $136084                   |
| 2    | ソニック×シャドウ TOKYO MISSION               | $49216                    |
| 3    | 名探偵ピカチュウ                              | $45006                    |
| 4    | ソニック・ザ・ムービー/ソニック VS ナックルズ | $40542                    |
| 5    | ソニック・ザ・ムービー                        | $31971                    |
| 6    | ブレット・トレイン                            | $23927                    |
| 7    | THE JUON/呪怨                                 | $18728                    |
| 8    | ゴースト・イン・ザ・シェル                    | $16980                    |

## 日本映画の興行収入記録を更新した映画一覧
以下の表の公開年の欄は、日本のランキングを除き、日本での公開年ではなくそれぞれの国における公開年を記載している。太字で表記された映画が各国において本記録を保持している日本映画である。

### 邦画の日本記録を更新した映画一覧（日本）
| 公開年 | タイトル                     | 出典          |
| ------ | ---------------------------- | ------------- |
| 1951年 | 源氏物語                     | [ 77 ]        |
| 1953年 | ひめゆりの塔                 | [ 78 ]        |
| 1953年 | 君の名は・第一部             | [ 79 ]        |
| 1953年 | 君の名は・第二部             | [ 80 ]        |
| 1954年 | 君の名は・第三部             | [ 81 ]        |
| 1957年 | 任侠清水港                   | [ 82 ]        |
| 1957年 | 明治天皇と日露大戦争         | [ 83 ]        |
| 1965年 | 東京オリンピック             | [ 84 ]        |
| 1973年 | 人間革命                     | [ 85 ]        |
| 1973年 | 日本沈没                     | [ 86 ]        |
| 1977年 | 八甲田山                     | [ 87 ]        |
| 1980年 | 影武者                       | [ 88 ]        |
| 1983年 | 南極物語                     | [ 89 ]        |
| 1997年 | もののけ姫                   | [ 90 ] [ 91 ] |
| 2001年 | 千と千尋の神隠し             | [ 92 ]        |
| 2020年 | 劇場版「鬼滅の刃」無限列車編 | [ 93 ] [ 94 ] |

### 邦画の日本記録を更新した映画一覧（アメリカ）
| 公開年 | タイトル                                  | 出典   |
| ------ | ----------------------------------------- | ------ |
| 1997年 | Shall we ダンス?                          | [ 95 ] |
| 1999年 | 劇場版ポケットモンスター ミュウツーの逆襲 | [ 95 ] |

### 邦画の日本記録を更新した映画一覧（台湾）
| 公開年 | タイトル                     | 出典   |
| ------ | ---------------------------- | ------ |
| 1999年 | リング                       | [ 96 ] |
| 2016年 | 君の名は。                   | [ 96 ] |
| 2020年 | 劇場版「鬼滅の刃」無限列車編 | [ 97 ] |

### 邦画の日本記録を更新した映画一覧（香港）
| 公開年 | タイトル               | 出典   |
| ------ | ---------------------- | ------ |
| 1998年 | リング                 |        |
| 2015年 | STAND BY ME ドラえもん | [ 98 ] |

### 邦画の日本記録を更新した映画一覧（中国）
| 公開年 | タイトル               | 出典   |
| ------ | ---------------------- | ------ |
| 2015年 | STAND BY ME ドラえもん | [ 99 ] |
| 2016年 | 君の名は。             | [ 99 ] |
| 2023年 | すずめの戸締まり       |        |

### 邦画の日本記録を更新した映画一覧（韓国）
| 公開年 | タイトル            | 出典            |
| ------ | ------------------- | --------------- |
| 2004年 | ハウルの動く城      | [ 100 ] [ 101 ] |
| 2016年 | 君の名は。          | [ 100 ] [ 101 ] |
| 2023年 | THE FIRST SLAM DUNK |                 |
| 2023年 | すずめの戸締まり    |                 |

### 邦画の日本記録を更新した映画一覧（タイ）
| 公開年 | タイトル                     | 出典    |
| ------ | ---------------------------- | ------- |
| 2014年 | STAND BY ME ドラえもん       | [ 102 ] |
| 2016年 | 君の名は。                   | [ 102 ] |
| 2020年 | 劇場版「鬼滅の刃」無限列車編 | [ 102 ] |

### その他の国
ドイツ・フランスでは『劇場版ポケットモンスター ミュウツーの逆襲』、台湾・マレーシアでは『劇場版 鬼滅の刃 無限列車編』が日本映画記録を保持している。

### 邦画の日本記録を更新した映画一覧（世界）
| 公開年 | タイトル                     | 出典    |
| ------ | ---------------------------- | ------- |
| 2001年 | 千と千尋の神隠し             |         |
| 2016年 | 君の名は。                   | [ 103 ] |
| 2020年 | 劇場版「鬼滅の刃」無限列車編 |         |